# Џејсон Леонард
Џејсон Леонард (енгл. Jason Leonard; 14. август 1968) бивши је енглески репрезентативац и тренутни председник енглеског рагби савеза.

## Биографија
Висок 178 цм, тежак 111 кг, Леонард је играо на позицији број 1 - стуб (енгл. Loosehead prop). За екипу Сараценс одиграо је 19 мечева, а за екипу Харлеквинс одиграо је 290 мечева. За екипу Британски и ирски лавови одиграо је 5 тест мечева, а за енглеску рагби јунион репрезентацију одиграо је 114 тест мечева и рекордер је по броју одиграних утакмица за "Горди Албион". Са Енглеском је освојио Светско првенство у рагбију 2003.